# Kopaninský potok (přítok Únětického potoka)
Kopaninský potok je potok na severním okraji Prahy dlouhý 4,4 km, posledních 0,7 km patří do okresu Praha-západ. Název má podle pražské vesnice (čtvrti) Přední Kopaniny, kterou protéká.
Pramení na území ruzyňského letiště. Teče kolem přírodní památky Opukový lom u Přední Kopaniny, přes Přední Kopaninu a její chatovou osadu Preláty ven přes hranici Prahy lesem do Únětického potoka. U obce Statenice, přesněji nad Kopaninským mlýnem, ve východní částí katastrálního území Tuchoměřic, se zprava vlévá do Únětického potoka.
Tok má ve správě ZVHS (Zemědělská vodohospodářská správa) Kladno.